# Cal Coix (Angostrina)
Cal Coix és un veïnat del terme comunal d'Angostrina i Vilanova de les Escaldes, a la comarca nord-catalana de l'Alta Cerdanya.
És a prop del nord del nucli de la Part Major d'Angostrina, al qual pertany actualment com un barri de la població.
Originalment era un mas aïllat, al voltant del qual es va anar formant l'actual veïnat.